# Kvarnbäckstjärnen
Kvarnbäckstjärnen är en sjö i Åsele kommun i Lappland och ingår i Ångermanälvens huvudavrinningsområde. Sjön har en area på 0,325 kvadratkilometer och ligger 346,3 meter över havet.

## Delavrinningsområde
Kvarnbäckstjärnen ingår i det delavrinningsområde (710054-157371) som SMHI kallar för Ovan VDRID = 699189-160009 i Ångermanälvens vatte*. Medelhöjden är 340 meter över havet och ytan är 51,75 kvadratkilometer. Räknas de 916 avrinningsområdena uppströms in blir den ackumulerade arean 9 956,93 kvadratkilometer. Avrinningsområdets utflöde Ångermanälven mynnar i havet. Avrinningsområdet består mestadels av skog (67 procent) och sankmarker (16 procent). Avrinningsområdet har 2,63 kvadratkilometer vattenytor vilket ger det en sjöprocent på 5,1 procent.